# Monts du Lyonnais

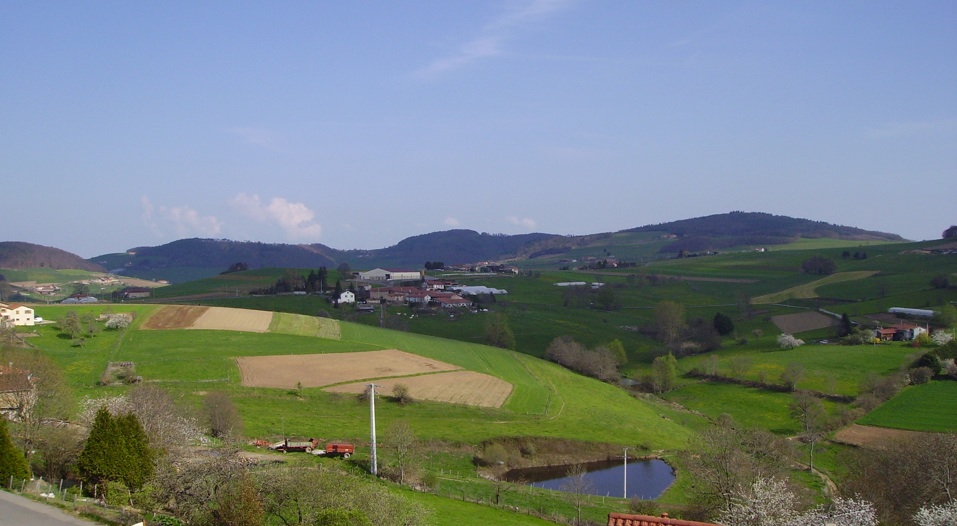
Paysage typique des monts du Lyonnais depuis Saint-Martin-en-Haut.

Les monts du Lyonnais sont un massif de basse montagne dans la partie orientale du Massif central et situés dans les départements du Rhône et de la Loire ainsi qu'à l'ouest de la plaine de Lyon, constituant une région naturelle française.

## Géographie

### Limites
Les monts du Lyonnais sont souvent confondus avec les monts de Tarare dont le point culminant est le mont Boussuivre coiffé de la tour Matagrin à 999 m d'altitude sur la commune de Violay. Les monts du Lyonnais et les monts de Tarare sont deux entités géographiques distinctes de part et d'autre de la vallée de la Brévenne, mais sont appelés les montagnes du Matin ou monts du Levant par les habitants des monts ou de la plaine du Forez qui, en portant le regard à l'est, voient le soleil se lever derrière leurs crêtes.
Situés sur deux départements, la Loire et le Rhône, ainsi qu'à l'ouest de la plaine de Lyon, ils dominent la vallée de la Brévenne et la plaine du Forez à l'ouest, la vallée du Gier et la vallée du Rhône à l'est. Les contreforts des monts du Lyonnais sont une limite naturelle pour deux grands pôles urbains d'Auvergne-Rhône-Alpes : Lyon au nord-est, dont ils portent le nom, et Saint-Étienne au sud-ouest.
Les sommets des monts du Lyonnais et la ligne des crêtes de Marcenod à Sainte-Catherine offrent un panorama sur la chaîne des Alpes et, à l'opposé et à une moindre distance, sur les monts du Forez.

### Topographie

#### Géomorphologie
Les monts du Lyonnais appartiennent à la bordure orientale du Massif central, les paysages actuels sont le résultat d'une histoire géologique complexe et de la modification du territoire par les activités humaines.

#### Sommets principaux
Malgré son apparence arrondie et son profil trapu, le crêt Malherbe, situé sur la commune de Marcenod, est avec 946 m d'altitude le point culminant des monts du Lyonnais, suivi de peu par le signal de Saint-André à 934 m d'altitude, repérable par son pylône d'antenne relais et son profil pentu accentué par sa position dominante sur les coteaux du Lyonnais s'étendant sur le versant oriental que surplombe le village de Saint-André-la-Côte.
En face de la silhouette discrète et massive du crêt Malherbe se dresse le crêt Reynaud à 919 mètres d'altitude au pied duquel la rivière Coise prend sa source au lieu-dit le But d'Arpin.
Autour du crêt Malherbe se répartissent Roche Loup à 902 mètres, Croix des Séchères à 924 mètres, les Loives à 936 mètres, Mernon à 884 mètres, la Cipière à 914 mètres, le Crêt (888 mètres) ; au hameau les Ignareux un sommet de 905 mètres au sud et un de 898 mètres au nord ; Grand Champ à 909 mètres près de Saint-Apollinaire ; un sommet de 890 mètres au sud du hameau Charbonnière et le Fayard à 892 mètres ; près de Sainte-Catherine, le Petit Châtelard à 831 mètres et le Grand Châtelard à 855 mètres, Monsu à 836 mètres, Grippe Loup à 870 mètres, Grand Molard à 865 mètres.
Autour de Saint-André-la-Côte les petits frères du signal de Saint-André à 934 mètres : le Grand Mont à 880 mètres, le crêt Pelossier à 920 mètres, le Châtel à 912 mètres, le Rampeau à 869 mètres ; quelques sommets autour de Duerne : le crêt des Fayes à 876 mètres, la Courtine à 933 mètres, Chèvre Blanc à 898 mètres, les Chalayes à 853 mètres, le Jayoud à 885 mètres.
Près d'Aveize, dominant la vallée de la Brévenne : le Pin Berthier à 832 mètres, la Croix Trouilloux à 828 mètres.
Entre Saint-Martin-en-Haut et Yzeron : le crêt de la Poipe à 835 mètres, la Lienne à 903 mètres, les Brosses à 894 mètres, le crêt de Py Froid à 849 mètres, le Bois de la Verrière à 918 mètres, le crêt de la Madone à 861 mètres.
Après Yzeron : Saint Clair à 901 mètres, Barmont à 890 mètres, Châtelard à 888 mètres, le crêt Chevreau à 876 mètres.
À la limite méridionale des monts du Lyonnais sur la commune de Fontanès : les Sept Pins à 900 mètres, le crêt de la Garde à 871 mètres, le crêt des Alouettes à 811 mètres, le crêt des Chèvres à 829 mètres, puis le mont Morin à 822 mètres dominant La Talaudière. En continuant la ligne des crêtes vers l'est aux alentours de Valfleury, le crêt Saint Georges à 817 mètres et le crêt Poncin à 754 mètres.
Sur les communes de Thurins, Yzeron et Messimy se trouve le plateau de Saint-Romain à 610 mètres.

#### Vallées principales
Les monts du Lyonnais sont sillonnés par de nombreuses vallées au fond desquelles coulent des rivières, ayant parfois l'apparence de torrents à cause du relief. Voici les principales d'entre elles :
- la Brévenne ;
- le Garon[4] ;
- l'Yzeron ;
- la Coise.

### Hydrographie
Les monts du Lyonnais sont situés sur la ligne de partage des eaux entre le bassin versant de l'océan Atlantique et de la mer Méditerranée. Cette ligne traverse les monts du Lyonnais selon un parcours sinueux qui passe par Viricelles, Aveize, Duerne, Saint-Martin-en-Haut, Sainte-Catherine, le col de la Gachet et  Sorbiers. Selon le versant les cours d'eau se dirigent alternativement vers la Loire ou le Rhône.

### Géologie
Les sols des monts sont de nature siliceuse ou silico-argileuse.

### Climat
Du fait de sa faible hauteur et de sa situation proche de la mer Méditerranée, les monts du Lyonnais bénéficient d'un climat qualifié de semi-continental dégradé d'après la classification de Koppen.

### Faune et flore
L'altitude permet à la végétation montagnarde de pousser. Les arbres (pin silvestre, châtaignier, chêne) poussent surtout sur les flancs de colline.

## Histoire
Le peuplement des monts du Lyonnais est ancien et remonte à la Préhistoire. Des sociétés humaines y ont vécu au Néolithique, comme en témoigne la présence de divers sites mégalithiques à Aveize, Duerne, La Chapelle-sur-Coise, Larajasse, Marcenod, Saint-Martin-en-Haut, Yzeron et autres lieux plus ou moins bien répertoriés.
Pendant la période gauloise, la tribu des Ségusiaves est implantée sur le territoire. Rien ne prouve qu’elle ait fondé sa première capitale à l’emplacement actuel de Saint-Symphorien-sur-Coise, thèse parfois soutenue, avant l’installation à Feurs. La conquête romaine ne semble pas avoir été marquée par une forte opposition à l’envahisseur, même si la légende veut que le hameau de Trocésar, sur la commune actuelle de Marcenod, tire son nom de Retro Caesar (« arrière, César »), formule illustrant la retraite imposée par l’armée gauloise aux légionnaires romains.
Avec la période gallo-romaine, le territoire est intégré dans la Gaule lyonnaise, administrée depuis Lugdunum, antique cité de Lyon. Au fil des siècles, les comtés de Forez et Lyonnais, qui exercent le pouvoir politique dans la province, et les archevêques de Lyon, dont les ambitions débordent du domaine spirituel, s’en disputent l’autorité. Les troupes du comte Guy II défont celles de l’archevêque Héracle de Montboissier à la bataille d'Yzeron en 1158.
Une conciliation imposée par le pape Alexandre III en 1167 est prolongée par une bulle de 1173 qui établit une délimitation précise entre les terres du comte, qui se cantonnent désormais au Forez, et celle de l’archevêque, dont les droits sont reconnus sur Lyon et ses environs. Les monts du Lyonnais sont au cœur de la ligne de partage. Les places de Maringes, Saint-Héand, Chevières, Châtelus et Fontanès relèvent du Forez, celles d’Yzeron, Saint-Symphorien, Grézieu et Riverie sont affectées au Lyonnais.
La frontière qui traverse les monts du Lyonnais n’est pas simplement une séparation entre Forez et Lyonnais. Alors que le Forez s’ancre dans le royaume de France, le Lyonnais est incorporé dans l’Empire romain germanique. C’est donc la démarcation entre les deux grandes puissances de l’Occident médiéval qui coupe les monts du Lyonnais. Même si, après quelques siècles, les reconfigurations politico-territoriales déplacent cette frontière, les Lyonnais continuent pendant longtemps à désigner les rues de leur ville en les situant côté royaume ou côté empire.
La contrée n’est pas épargnée par les conflits qui ravagent la France. La guerre de Cent Ans amène les pillages de grandes compagnies, dont celle des Tard-Venus qui écrasent l’armée royale à Brignais en 1362. Les Lombards venus soutenir Louis XI contre les grands féodaux en 1465 mettent à sac les places fortes des monts du Lyonnais. Les guerres de religion ensanglantent la région en 1562. Et la Révolution, qui réunifie en 1790 le Forez et le Lyonnais dans le département de Rhône-et-Loire, dégénère en une guerre civile qui voit trois ans plus tard un détachement de républicains décimer une colonne de contre-révolutionnaires à Chazelles-sur-Lyon.
Le soulèvement de Lyon contre la Convention nationale en 1793 met fin à l’éphémère réunification administrative des monts du Lyonnais. Pour empêcher l’approvisionnement de Lyon en armes en provenance de Saint-Étienne et en vivres acheminées de la plaine du Forez, les révolutionnaires privent la ville d’autorité sur l’arrière-pays susceptible de lui apporter de l’aide en fractionnant le département de Rhône-et-Loire en deux circonscriptions distinctes. Des communes des monts du Lyonnais se retrouvent dans le Rhône, d’autres dans la Loire.
Les aléas de l’histoire nationale se déclinent sur le plan local, de l’occupation autrichienne suivant la chute de Napoléon en 1814-1815 à la Résistance pendant celle de la Seconde Guerre mondiale,.
Au XXe siècle, les monts du Lyonnais restent une zone essentiellement agricole où l’artisanat évolue en activités industrielles dans quelques agglomérations : la chapellerie à Chazelles, les salaisons à Saint-Symphorien ou la tuilerie à Sainte-Foy-l'Argentière. Le reflux de l’industrie, en dépit de la préservation de quelques spécificités économiques, laisse aux monts du Lyonnais toutes les caractéristiques d’un monde rural encore marqué par des traditions ancestrales.
Longuement privés d’unité administrative, les monts du Lyonnais commencent à se fédérer en 1960 avec le Groupement des quatre cantons qui associe Chazelles, Saint-Galmier, Saint-Laurent-de-Chamousset et Saint-Symphorien, et rassemble quarante-cinq villages ligériens et rhôdaniens, pour l’organisation d’un comice annuel et diverses autres manifestations commerciales, sportives ou culturelles. En 1979, la création du Syndicat intercommunautaire des monts du Lyonnais (SIMOLY) regroupe trente-quatre communes des deux départements pour la mise en œuvre de projets communs. Une nouvelle étape est franchie en 2017 avec la constitution de la communauté de communes des Monts du Lyonnais, complétée en 2018 pour former une entité de trente-deux communes.

## Activités

### Agriculture

#### Élevage
Traditionnellement :

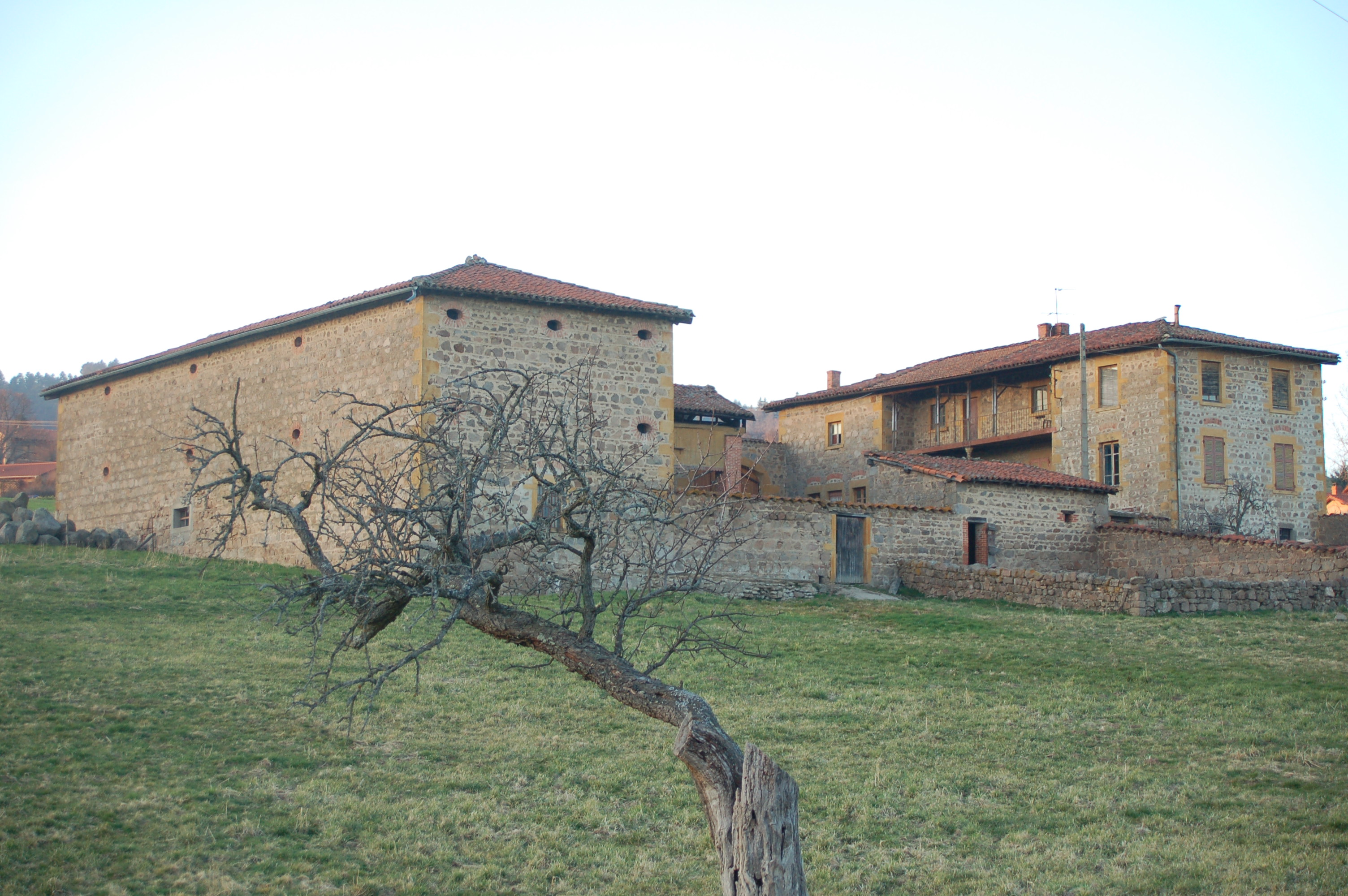
Ferme traditionnelle des monts du Lyonnais

- élevage de porcs (capitale du saucisson à Saint-Symphorien/Coise avec diverses salaisons dont Cochonou) ;
- élevage avicole ;
- production laitière représentant la 2e activité agricole du département du Rhône, disséminée dans tout l’espace rural, mais particulièrement au nord du département et dans les monts du Lyonnais[17].

#### Cultures fruitières
Les vallées des monts du Lyonnais offrent la possibilité de nombreuses cultures dont :
- la framboise (capitale : Thurins) ;
- la fraise à Courzieu ;
- la pêche de vigne sur le plateau mornantais ;
- la pomme de Pollionnay à Chaussan ;
- la cerise de Bessenay.

### Artisanat et industrie
- Entreprises innovantes.
- Capitale du chapeau[18] à Chazelles-sur-Lyon.
- Fabriques de meubles.
- Usines de chaussures.
- Tuilerie de Sainte-Foy-l'Argentière.
- Activité minière à Sourcieux-les-Mines et Saint-Genis-l'Argentière (carrière de la Patte).
- Activités de salaisons à Saint-Symphorien-sur-Coise.

### Tourisme

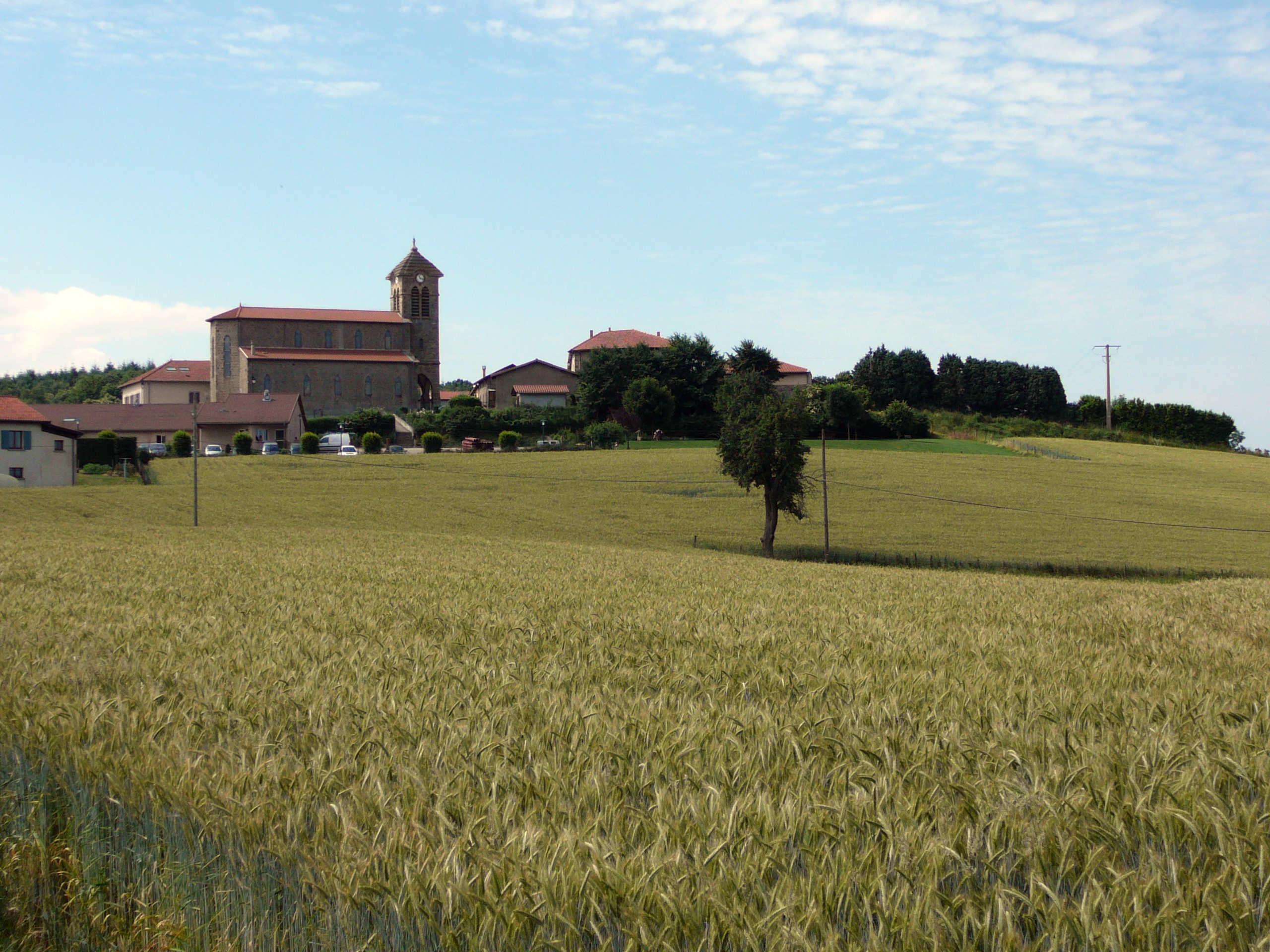
La Chapelle-sur-Coise

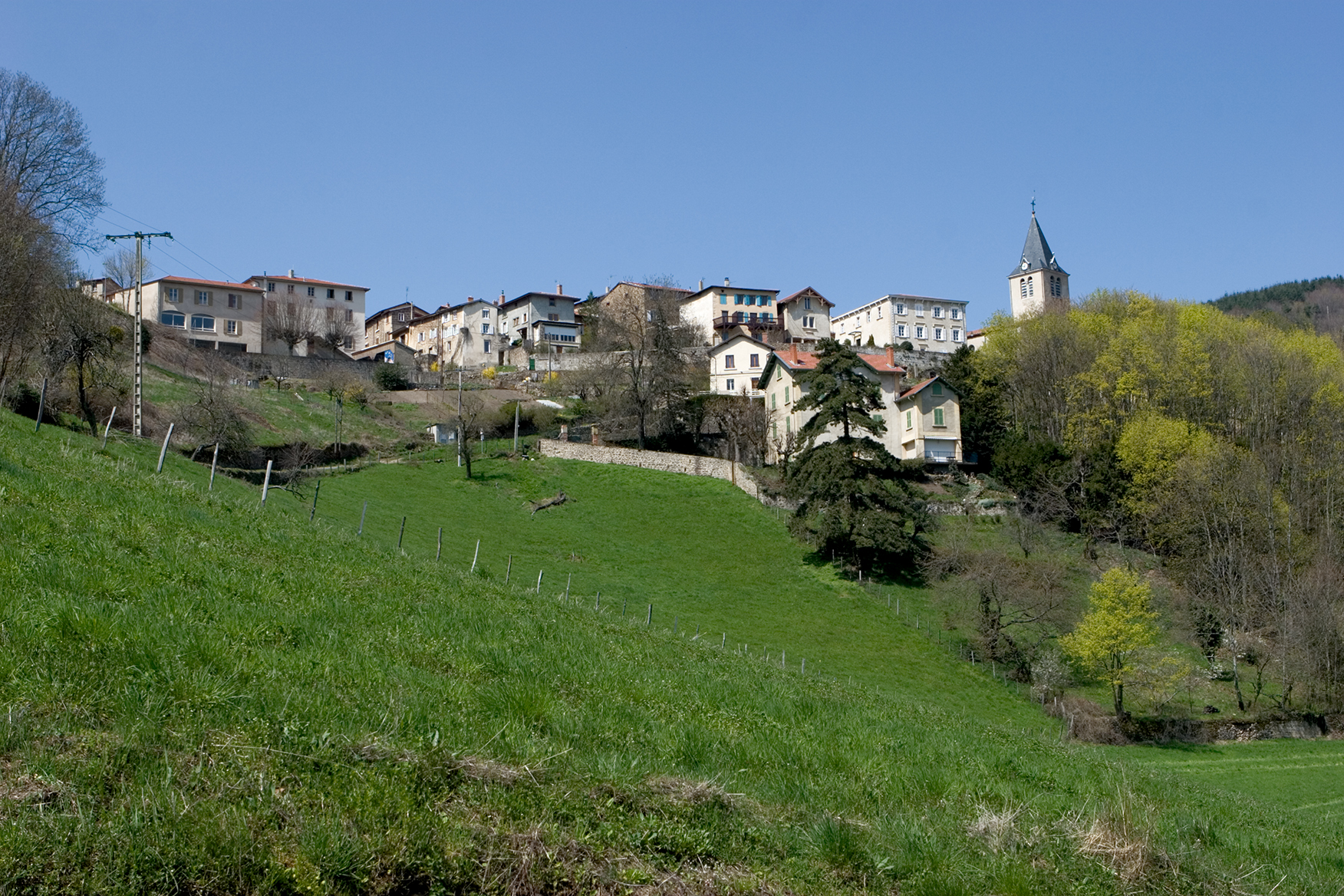
Yzeron

Les monts du Lyonnais offrent de nombreuses curiosités parmi lesquelles :
- un paysage varié[19] ;
- les chapelles et églises romanes[20],[21] ;
- la vallée en Barret[22] ;
- les anciens moulins[23],[24] ;
- le lac de Thurins ;
- le lac d'Yzeron ;
- le barrage du Vérut à Saint-Galmier ;
- le plateau de Saint-Romain (600 m d'altitude) ;
- le cœur historique de Messimy ;
- le chemin de fer touristique de la Brévenne (CFTB) à Ste Foy l'Argentière[25] ;
- le parc d'animation ferroviaire du mini train des monts du Lyonnais à Sainte-Foy-l'Argentière [26] ;
- le parc acrobatique en hauteur d'Yzeron[27] ;
- le parc animalier de Courzieu.

### Pêche
La pêche se pratique dans de nombreux cours d'eau tels que :
- la Brévenne et ses affluents ;
- le Garon (pêche interdite dans ses affluents sauf le Mornantet, le haut Garon est classé en parcours patrimonial pour sa population de truites sauvages) ;
- l'Yzeron et ses affluents (le haut Yzeron est classé en parcours patrimonial) ;
- la Coise et ses affluents ;
- certains affluents du Gier.

Tous ces cours d'eau offrent un magnifique peuplement piscicole de première catégorie dont de magnifiques truites Fario.
La pêche se pratique également dans les nombreux lacs de la région.